# تشارلز ليبي
تشارلز ليبي (بالإنجليزية: Charles Libby)‏ هو محامي وسياسي أمريكي، ولد في 31 يناير 1844، وتوفي في 1915. حزبياً، نشط في الحزب الجمهوري.